# Baupreisindex
Dieser Artikel wurde aufgrund inhaltlicher und/oder formaler Mängel auf der Qualitätssicherungsseite des Portals Wirtschaft eingetragen. 
Du kannst helfen, indem du die dort genannten Mängel beseitigst oder dich an der Diskussion beteiligst.

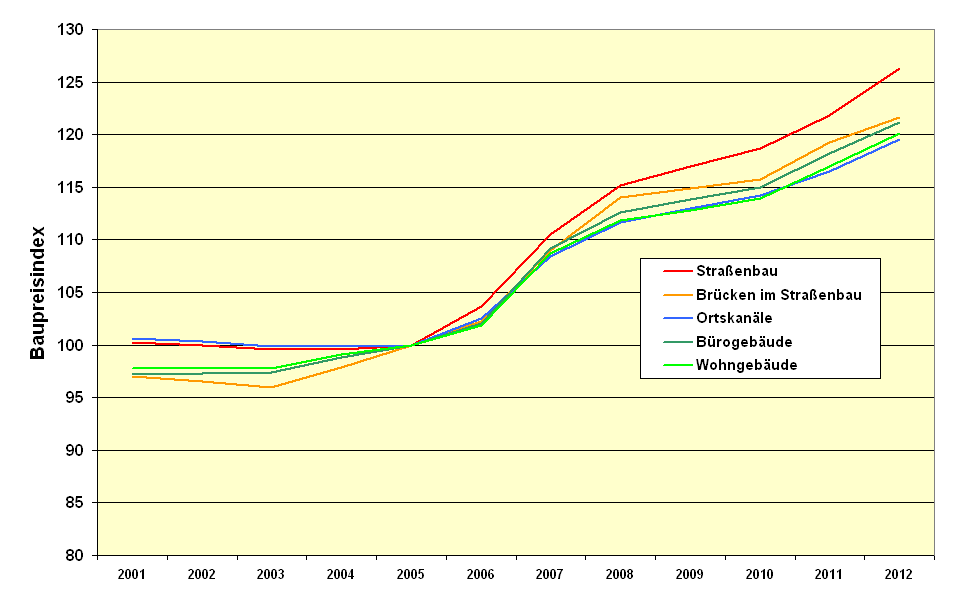
Entwicklung von Baupreisindizes in Deutschland, Basisjahr 2005

Ein Baupreisindex ist ein Preisindex und zeigt die Entwicklung der Baupreise mit Bezug auf ein Basisjahr auf. Die Basisjahre ändern sich i. d. R. jeweils nach fünf Jahren. Das Basisjahr wird turnusmäßig durch das Statistische Bundesamt (Destatis) festgelegt. Aktuell (Stand: 2024) ist dies das Jahr 2021. Mit der Indexumstellung fließen methodische Verbesserungen, aktuelle Wägungsschemata und sonstige notwendige Anpassungen in die Berechnung der Indexwerte ein.
Hiervon zu unterscheiden ist der Baukostenindex, der die Kosten bei der Erbringung der Bauleistungen erfasst. Er wird wesentlich durch die Kosten für Arbeit und Material bestimmt, zu denen die Aufwendungen für Ausrüstung, Energie, Betriebs- und Bauhilfsstoffe hinzukommen. Dieser Index wird auch als Faktor- oder Inputpreisindex bezeichnet.
{\displaystyle {\text{Baupreisindex}}={\frac {\text{Neubauwert in Euro}}{\text{Wert Basisjahr}}}}
Andere Baupreisindizes finden unter anderem in der Berechnung der Wohngebäudeversicherung (siehe Gleitender Neuwertfaktor) und der Immobilienbewertung Verwendung. Der Gleitende Neuwertfaktor wird zur Berechnung des Neuwertes bei der Gebäudeversicherung durch die Versicherungswirtschaft auf Basis eigener und Destatis-Daten ermittelt.
Mit Hilfe des Gebäudeversicherungswert 1914 wird bei der Wohngebäudeversicherung eine einheitliche Basis zur Berechnung des Gebäudeneuwertes und damit auch der Versicherungssummen geschaffen. Von diesem fiktiven Wert gelangt man über den Baupreisindex 1914 zum heutigen Neubauwert des versicherten Gebäudes. Dieser Faktor stellt sicher, dass durch die Wertsteigerung der Immobilie im Laufe der Zeit keine Unterversicherung des Gebäudes entsteht.

## Baupreisindex des Statistischen Bundesamtes
Der vierteljährlich durch das Statistische Bundesamt nach Erhebungen in der Bauwirtschaft ermittelte Baupreisindex wird seitens der Landesämter veröffentlicht und gibt die langfristige Entwicklung der Preise für bestimmte Bauleistungen wieder. Das dem jeweilig veröffentlichten Baupreisindex zugrundeliegende Basisjahr ist an der Zahl 100 hinter einer Jahreszahl zu erkennen (Beispiel: Basisjahr 2005 = 100).
Der Baukostenindex wird vom Statistischen Bundesamt anhand vorliegender Daten ermittelt und enthält keine Umsatzsteuer.
Das Basisjahr für die Berechnung des Index wird alle 5 Jahre angepasst.
| Berichtsmonat | Basisjahr (x = 100) |
| ------------- | ------------------- |
| August 2018   | 2015                |
| August 2013   | 2010                |
| August 2008   | 2005                |
| November 2003 | 2000                |

Für Deutschland werden vom Statistischen Bundesamt folgende Indizes ermittelt und veröffentlicht:
- konventioneller Neubau im Hochbau (Wohngebäude, Bürogebäude und gewerbliche Betriebsgebäude),
- Neubau von Einfamiliengebäuden in vorgefertigter Bauart (Fertighäuser),
- Neubau im Tiefbau (Straßen, Brücken, Ortskanäle),
- Instandhaltung von Mehrfamiliengebäuden und
- Architekten- und Ingenieurleistungen.